# 近鉄バス鳥飼営業所
近鉄バス鳥飼営業所（きんてつバスとりがいえいぎょうしょ）は、大阪府摂津市東別府にある近鉄バスの営業所。
主に茨木市、摂津市、吹田市の路線をカバーする。かつては高槻市の一部にも路線を持っていた。
営業所最寄りの停留所は「鳥飼車庫」であり、大阪モノレール線南摂津駅から徒歩15分ほど。営業所の脇を東海道新幹線が通っており、車窓から様子を見ることも可能である。
車庫に併設して整備センターが設置され、自営業所を含む近鉄バス全営業所所属車両の車検業務も行っている。

## 概要
1965年に近畿日本鉄道が茨木バスの路線バス事業を譲り受け、近畿日本鉄道自動車局の茨田自動車区茨木営業所として開設された。近鉄沿線から離れた場所に路線網が展開されているのは、このように近鉄グループとは当初無関係だったバス事業者をのちに組み込んだためである。1968年に現在地へ移転し、茨田自動車区鳥飼営業所となった。1999年に分社化され、鳥飼営業所となった。1998年には他の営業所に先駆けてバスカードの運用も開始しており、2000年よりスルッとKANSAIにも対応した。ただし、当営業所のみJスルーカードに対応していなかった。
なお茨木営業所時代の敷地は折返し休憩施設の「茨木車庫」として2023年現在も存続している。大半の路線が営業所から遠く離れたエリアを走行するため、活用されている。阪急茨木市駅から徒歩5分ほど。
かつては、運賃箱も他の営業所のサクサ製に対して、レシップ製であり、全線1区運賃のため両替方式ではなく、釣り銭方式を取っているなど多少他の営業所と異なっていた部分があったが、2014年7月中旬から順次全車両の運賃箱が他の営業所と同時に更新された際に共通のもの（小田原機器製）に統一され両替方式となり、さらに2015年3月から整理券を発券するようになった。同4月からはICカード（全国相互利用サービス含む）の対応を始めた。
また、阪急京都本線沿線のため、阪急バスや京阪バスとの競合や協調区間も見られる。

## 茨木線
茨木市内南部や東部を走る近鉄バス路線の総称で、方面ごとに「〜系統」という形で区分されている。
路線名としては全て同じであるもののそれぞれ独立した運行形態・路線網を持ち、一部を除くと他系統同士で重複する区間や停留所はごく限られる。八防・東和苑系統は阪急茨木市駅、平田系統は東行きの駅前通り停留所が他系統と重複する唯一の停留所となる。春日丘系統と阪大系統のみ広範囲で重複する。
かつては下記の他にも様々な系統が運行されていたが、利用の少ない系統は順次廃止されていき、現在は摂津市内循環を除くとほぼ終日一定以上の本数が確保されている系統のみ運行されている。
かつて阪急バスと共同運行していた路線でも、同社が「〜線」としていたのに対し近鉄バスでは「茨木線〜系統」としていた。

### 八防系統
茨木市駅から市南部の玉櫛・沢良宜・島地区、摂津市西部の鳥飼地区を経てモノレールの南摂津駅を結ぶ路線。茨木バス時代から運行されている。
全便大型車で運行される路線だが、島付近では大型車同士のすれ違いが困難な狭隘路も走行する。
鳥飼地区（鳥飼五久 - 鐘化前）では往路では淀川河川敷付近の道路を走行。一方、復路では府道16号大阪高槻線を経由する。この様に往路と復路で経路が異なるため、阪急茨木市駅 - 鳥飼西五丁目の乗客が新在家口 - 下鳥飼間へ行く場合、鳥飼下一丁目 - 鳥飼西五丁目の乗客が新在家口 - 阪急茨木市駅へ向かう場合は、鐘化前 - 南摂津駅間を往復乗車可（南摂津駅でそのまま折り返し乗車できる）。ただし、夜間の一部便は折り返さない便もある。系統名の由来となっている鳥飼八防は復路でのみ停車。
南摂津駅開業前は鐘化前から鳥飼八防経由で茨木市駅へ戻る形で純粋な循環運行を行っていた。
茨木市南部や鳥飼八町・鳥飼本町一丁目をはじめとした摂津市内の工業地区への通勤利用が多く、朝の茨木市駅発と夕方の茨木市駅行きの乗車率は非常に高くなる。一方で日中は閑散としていることも多く、日中は30分間隔での設定。
2024年3月21日のダイヤ変更では土休日ダイヤの運行間隔が20分から30分となり、鳥飼五久（東行き）で直接20番として折り返す便として平日朝2本設定されていた18番が廃止。同年8月21日の変更では平日日中も30分間隔となり、またJR茨木駅発着の21番が廃止となった。
阪急茨木市駅では1番のりばから発車。
- 20番：阪急茨木市駅 → あやめ橋 → 島 → 島南口 → 鳥飼八町 → 鳥飼本町一丁目 → 鳥飼五久 → 鳥飼下三丁目 → 鳥飼西三丁目 → 鐘化前 → 南摂津駅 → 鐘化前 → 鳥飼八防 → 下鳥飼 → 鳥飼五久 → 鳥飼本町一丁目 → 鳥飼八町 → 島南口 → 島 → あやめ橋 → 阪急茨木市駅
  - 朝は出庫系統として南摂津駅始発が運行される。
  - 夕方以降の南摂津駅で折り返さず入庫する系統のうち、阪急茨木市駅行きが後続で運行される場合は南摂津駅で乗務員から乗り継ぎ券を受け取ることで次発便に乗車できる。

### 春日丘系統
この路線も茨木バス時代から運行されている古参の路線で、茨木市西部の松沢池周りの住宅地から駅へのアクセス路線。春日丘公園付近では住宅地の道を縫うように走り、池の周りを一周する。
国鉄時代は循環運行ではなく駅 - 春日丘公園 - 松沢池の往復運行を行っており、1番の阪急 - 松沢池、2番の阪急 - 春日丘公園、3番の国鉄 - 松沢池、4番の国鉄 - 春日丘公園という形態であった。
路線全体の利用者は現在の茨木地区では比較的少ない。茨木線は駅からの通勤・通学利用が多い系統も多数あるが、この系統は春日丘公園停留所から駅方面へ向かう地域住民の利用が中心となっている。同停留所では近鉄バスとしては珍しい英語アナウンスが導入されている。
一部に狭隘区間を含むため中型車・中型ロングボディ車での運行だったが、車両の置き換えに伴い現在は大型車と中型ロングボディ車の両方で運行される。
以前の日中は起点から終点まで同じ番号で運行を終える便が少なく、大半が春日丘地区で系統番号を変更していたが、2024年に日中は阪急茨木市駅発着の2番、それ以外の時間帯はJR茨木駅発着の1番のみの運行となった。この変更で日中は30分間隔になっている他、JR茨木駅でののりばがそれまでの5番のりばから変更されている。
2024年7月28日に休止された弁天系統は、案内上は独立した系統となっていたが近畿運輸局への休止届け出では当系統の一部という扱いとなっていた。
なお、近鉄バスでは10番未満の系統番号は一般的に01番などと表示するが、当系統は一桁で表示する。
春日丘公園行きについては阪急茨木市駅では2番のりば、JR茨木駅では6番のりばから発車。
- 1番：JR茨木駅 → 茨木みどりヶ丘病院前 → 紫明園東 → 北春日丘 → 松沢池 → 春日丘公園 → 春光園 → 茨木みどりヶ丘病院前 → JR茨木駅
  - 基本系統だが、上述の通り朝夕のみの運行で日中は設定がない。
  - 始発便は北春日丘始発。
- 2番：阪急茨木市駅 → JR茨木駅 → 茨木みどりヶ丘病院前 → 紫明園東 → 北春日丘 → 松沢池 → 春日丘公園 → 春光園 → 茨木みどりヶ丘病院前 → JR茨木駅 → 阪急茨木市駅
  - 1番とは逆に日中のみの運行。以前は大半の便が北春日丘から系統番号を変更していた。

### 東和苑系統
茨木市駅から北上して市中東部の庄・総持寺・西河原・太田の各地区を経由し、高槻市との境に近い名神高速道路沿いの花園・東和苑へ向かう路線。
JR線付近から名神高速付近までは基本的に府道126号総持寺停車場線を辿る。国道171号を超えた先の東太田一丁目以北は大型住宅や学校・事業所が多数あり、乗降者の多い停留所が続く。
終着の花園・東和苑停留所は名神高速道路沿い（道路北側）に折返場前を有し、すぐ西側には藍野花園病院がある。かつての終点は「東和苑住宅」と称し現在の花園・東和苑とは異なる位置にあった。また茨木バス時代は太田発着であった。
2017年3月までは、阪急茨木市駅 - 三島丘住宅前間（疣水神社前から分岐）で71番、2018年3月まではJR茨木駅 - 阪急茨木市駅 - 花園・東和苑間で72番も運行されていた。JR総持寺駅の開業に伴い、駅開業翌日の2018年3月18日から日中のみJR総持寺駅ロータリーに乗り入れている。なお同駅前では茨木市駅行き・東和苑方面行きともに同一ののりばに着発するため、往路と復路で行先番号が異なる。
以前は沿線に東芝大阪工場があり太田東芝町南・太田東芝町の停留所に名を残していたが、追手門学院の移転開校に伴い2019年4月から「追大総持寺キャンパス前」「追手門学院中・高前」へと名称が変更された。前者については追手門学院大学と道路を挟んだ対面にイオンタウン茨木太田が開業するにあたり2021年3月24日に停留所名に（イオンタウン茨木太田前）の副名称も付された。またこの時に追大総持寺キャンパス前止まり、追手門学院中・高前始発の区間系統が新設されたが、2024年8月に全て廃止されている。
日中は73・74番が平日は20分間隔、土休日は30分間隔で運行。
上記の通り21世紀以降、東芝工場閉鎖・JR総持寺駅開業・追手門学院開校・イオンタウン開業と、沿線の変貌が激しい。JR総持寺駅開業以降は沿線で人口増加がみられるほか、逆方向の追手門学院の学生利用も多く、朝夕は両方向ともに非常に乗車率が高くなる。
阪急茨木市駅では3番のりばから発車。
- 70番：阪急茨木市駅 - 総持寺口 - 西河原 - 疣水神社前 - 東太田一丁目 - 追大総持寺キャンパス前（イオンタウン茨木太田前） - 追手門学院中・高前 - 太田 - 花園・東和苑
  - 基本となる系統だが、日中の概ね10〜15時台は73・74番が代わりに運行されるため設定がない。
  - 2018年3月以降は往路・復路ともに同一の行先番号で運行されるのは東和苑系統ではこれが唯一となっている。
- 73番：阪急茨木市駅 → JR総持寺駅 → 総持寺口 → 西河原 → 疣水神社前 → 東太田一丁目 → 追大総持寺キャンパス前（イオンタウン茨木太田前） → 追手門学院中・高前 → 太田 → 花園・東和苑
  - 日中のみの運行。平日日中の往路は全てこの系統である。
- 74番：花園・東和苑 → 太田 → 追手門学院中・高前 → 追大総持寺キャンパス前（イオンタウン茨木太田前） → 東太田一丁目 → 疣水神社前 → 西河原 → 総持寺口 → JR総持寺駅 → 阪急茨木市駅
  - 73番の折り返しである。

### 阪大系統
茨木中心部から万博記念公園を経由し、大学病院を有する大阪大学吹田キャンパスへ向かう路線。茨木から阪大方面は中央環状線を経由し万博記念公園の周回道路を途中ショートカットする。駅から阪大東口以遠の所要時間は往路と復路で大きく異なる。
昼間は平日10分間隔・土休日15分間隔で運行されている。茨木線では唯一の、2024年以降も土曜ダイヤが設定されている系統でもある。
大学や大型病院へのアクセス路線故に日中の本数こそ多いものの、平日ラッシュ時に大増発されるということはなく、昼間とあまり変わらない本数で運行されている。
以前には、エキスポランド・万博記念公園駅を経由するものがあったが、1999年から2017年11月までと2018年8月以降は、当系統はすべて中環経由となっている。2017年11月6日からは、朝の時間帯に記念公園南口経由の13番が、平日の夜間には万博記念公園駅経由（記念公園南口には停車しない）の15番が設定され、記念公園南口、万博記念公園駅、ホテル阪急エキスポパーク前に停車する阪大系統が復活したが、2018年8月4日からはいずれも24番に変更されて消滅した。
JR茨木駅止まりの23番も存在したが、2008年にすべて阪急茨木市駅まで延長されている。
大阪モノレールの開業は影響を与えたものの、モノレールとJR線との連絡駅がなく、また阪急茨木市駅からもモノレール利用では阪大まで2度の乗り換えが必要で割高であることからバスの利用者は多い。朝の阪大行き・夕方の茨木市駅行きは非常に乗車率が高くなる。一方で沿線住民の利用はそれほど多くない。
近鉄バス初のワンステップバスは当系統群から運用を開始している。ハイブリッドバスや、2023年以降は電気バスも営業に入る。また松原営業所の路線以外では唯一長尺車が運用に就いている。
直通便の少ない茨木美穂ヶ丘利用者向けの乗り継ぎ制度があり、茨木市駅の始発から13時台までの毎時1本程度の便について阪大本部前にて茨木美穂ヶ丘行きに無料で乗り継ぐことができる。ただし必ずしも乗り継ぎを考慮したダイヤになっている訳ではなく、阪大本部前でしばらく後続便を待つことになる場合もある。14時台以降は駅発の直通便が運行される。
阪急茨木市駅ではロータリー外周の4番のりば、JR茨木駅では5番のりばから発車。
- 12番：阪急茨木市駅 - JR茨木駅 - 茨木みどりヶ丘病院前 - 春光園 - 日本庭園前
  - 平日朝に茨木市駅行きが、夜に茨木市駅発が1本ずつの運行。出入庫系統。
- 22番：※ → 日本庭園前 → 春光園 → 茨木みどりヶ丘病院前 → JR茨木駅 → 阪急茨木市駅
  - ※について、大半は阪大本部前始発で直接阪大東口・日本庭園前へ向かう。午前中は阪大本部前始発で茨木美穂ヶ丘を経由して茨木へ向かう便もある。茨木美穂ヶ丘から阪大本部前を経由し阪大東口方面へ向かう系統は25番から直通。早朝の平日3本・土休日2本は茨木美穂ヶ丘始発で阪大本部前を経由せずに直接阪大東口へ向かう。
- 24番：阪急茨木市駅 → JR茨木駅 → 茨木みどりヶ丘病院前 → 紫明園東 → 春光園 → 日本庭園前 → 阪大東口 → 阪大医学部病院前 → 阪大本部前
  - 往路の基本系統。
- 25番：阪急茨木市駅 → JR茨木駅 → 茨木みどりヶ丘病院前 → 紫明園東 → 春光園 → 日本庭園前 → 阪大東口 → 茨木美穂ヶ丘 → 阪大医学部病院前 → 阪大本部前
  - 先に茨木美穂ヶ丘を経由し阪大本部前・22番茨木方面へ直通する。夕方以降は阪大本部前止まりもある。
  - 22番に直通するものは日本庭園前以遠では行先表示機にJR茨木方面へ行く旨を案内している。

### 平田系統
水尾・真砂・玉島・平田・大同町・桑田町といった茨木市の南東部エリアを大きく循環する路線。
水尾地区は公共交通空白地であったため、地元の要望も受けて1997年に開設。当初は阪急茨木市駅（一部茨木車庫または阪急茨木南口）始発で、桑田町・平田一丁目を経由し水尾三丁目で折り返していた。この折り返しの都合で中型車が使用されていた。のちにJR茨木駅の東口ロータリー完成により、同駅まで延伸された。
中型車（ロングボディ車含む）で運行していたが、現在は大型車での運行である。
利用者が徐々に増え、2013年3月～2019年3月末までは日中に平日15分毎、土休日20分毎で運行されていた。
水尾三丁目から阪急茨木市駅方面への都市計画道路が完成したことにより、2009年4月14日から水尾三丁目での折り返し運行を廃止し循環運転を開始した。
2013年10月15日より、茨木駅東口再開発に伴い、復路の市役所南口→JR茨木東口間が東西通り経由から中央通り経由に変更され、茨木市役所前・駅前通りの各停留所への停車を開始した。また、JR茨木東口停留所がロータリー内から道路上、市役所南口停留所のJR茨木東口向きが東西通りから茨木市役所東側へ移設された。
2015年3月16日より駅前再開発の完成により、JR茨木東口付近のループが逆回りとなり、往路で駅前通りを経由するルートになったため、茨木市役所前停留所には停車しなくなった。また、市役所南口停留所の阪急茨木南口向きが東西通りから茨木市役所東側、同停留所のJR茨木東口向きが茨木市役所東側から東西通りへ移設された。
2021年3月24日より、市役所南口停留所の水尾・平田方面のりばが駅前通り沿いの茨木市福祉文化会館前に移設となった。これにより市役所北側の発着となったが、停留所名は変更されていない。またJR - 阪急間を走行する近鉄バスの他の系統も同停留所前を経由するようになったが、すぐ東側に既存の茨木市役所前停留所があるため通過する。
2024年8月21日のダイヤ変更以降、日中はそれぞれ25分間隔での運行。両系統合わせると12〜13分間隔となる。平日朝は83番中心のダイヤで、その他の時間帯は基本的に交互運行である。
JR茨木東口 - 中津町東間では摂南大学・寝屋川市駅方面へ向かう京阪バスの寝屋川茨木線と重複している。
JR茨木東口では水尾三丁目先回り循環の83番が2番のりば、桑田町先回り循環の84・85番が3番のりばからの発車。
- 83番：JR茨木東口 → 阪急茨木南口 → 水尾三丁目 → 真砂二丁目 → 北摂つばさ高校前 → 玉島一丁目 → 平田一丁目 → 桑田町 → 阪急茨木南口 → JR茨木東口
  - 平日の始発便は玉島一丁目始発。7時台にも1本、同停留所発がある。
  - 5時台に1本、水尾三丁目始発がある（水尾三丁目 → 北摂つばさ高校前間では初発となる）。土休日は6時台前半にも1本運行。
- 84番：JR茨木東口 → 阪急茨木南口 → 桑田町 → 平田一丁目 → 玉島一丁目 → 北摂つばさ高校前 → 真砂二丁目 → 水尾三丁目 → 阪急茨木南口 → JR茨木東口
  - 6時台の平日2本・土休日1本は北摂つばさ高校前始発。
- 85番：JR茨木東口 → 阪急茨木南口 → 桑田町 → 平田一丁目 → 玉島一丁目 → 北摂つばさ高校前 → 真砂二丁目 → 水尾三丁目 → 阪急茨木南口
  - 平日の最終便として1本のみ設定。当営業所では始発停留所（JR茨木東口）発車時刻が最も遅く、近鉄バス全体でも松原営業所の羽曳野線66番最終に次ぐ。

### 千里丘系統（摂津市内循環バス）
JR千里丘を発着地とする摂津市西部の路線網。各系統とも平日のみ運行。摂津市のコミュニティバス扱いで、市より補助を受けて運行している。
千里丘駅周辺の近鉄バスはJR千里丘 - 正雀 - 別府 - 江口橋を中心に、南摂津駅や鳥飼大橋北詰経由の市内循環系統、さらに阪急茨木市駅までの系統（30番及び60番）や南茨木駅への系統（61番）も含んでおり土休日にも運行があった。JR千里丘 - 阪急茨木市駅を結ぶ30番が2017年4月をもって廃止となったため、現在は摂津市内循環バスとして運行されている51～55番のみとなっている。この路線網も茨木線の一部に含まれていながら茨木市内には乗り入れておらず、かつ茨木線の他の系統との重複区間・停留所のない完全な飛び地路線となっている。
2006年11月1日よりJR千里丘発着から摂津市役所玄関前発着に再編された。2013年3月18日からはさらに再編されて、JR千里丘を基本的な起終点とする系統とし、前回の再編時より途絶えていたJR千里丘と江口橋間の直通が可能になった。2015年3月16日よりさらに再編され、正雀駅に近く吹田市との境にも近い府営摂津正雀住宅を経由するルートに変更される代わりに、鳥飼車庫経由の53番を廃止して温水プール前経由の55番に集約された。2017年1月4日からは、使用車両の変更に伴い、摂津市役所玄関前を廃止し、摂津市役所前（ポリテクセンター前）を新設、摂津市役所前を摂津市役所前（シオノギ前）に改称した。2019年4月1日からは、55番の一部が51番・53番に変更となった。
営業所最寄りの鳥飼車庫停留所は、53番と54番の降車専用となっている。
- 51番：鶴野橋 → 摂津市役所前（シオノギ前）→ 摂津市役所前（ポリテクセンター前）→ 摂津市役所前（シオノギ前）→ 阪急摂津市 → JR千里丘
  - 昼間2本。
- 52番：鶴野橋 → 摂津市役所前（シオノギ前）→ 阪急摂津市 → JR千里丘
  - 始発便のみ。
- 53番：JR千里丘 → 正雀 → 別府 → 鳥飼車庫
  - 昼間2本。
  - 鳥飼車庫 → 鶴野橋 → JR千里丘の区間は2015年3月15日に廃止された。
- 54番：JR千里丘 → 温水プール前 → 別府 → 鳥飼車庫
  - 最終便のみ。
  - 他の系統と違いJR千里丘発車後阪急摂津市方面へ向けて走るが、JR千里丘行きの各系統や阪急バスと違い近鉄バス単独区間の温水プール前まで標柱がないため無停車となる。
- 55番：JR千里丘 → 正雀 → 別府 → 江口橋 → 別府 → 温水プール前 → 摂津市役所前（ポリテクセンター前）→ 摂津市役所前（シオノギ前）→ 阪急摂津市 → JR千里丘

## 空港リムジンバス路線
- JR茨木東口 - 阪急茨木東口 - 関西国際空港（関西空港交通と共同運行）
  - 運休中。
  - 過去には阪急バス→大阪空港交通（路線移管）、南海バスも当路線の運行を行っていた。

## 茨木線の主な休廃止系統

### エキスポシティ系統
2015年10月16日に運行開始。同年11月19日にエキスポランド跡地にオープンした『EXPOCITY』へのアクセス系統となる。
100番は阪急バス（茨木営業所）との共同運行で開設。ただし、近鉄バスは途中全停留所に停車する各停便、阪急バスはJR茨木 - 日本庭園前間をノンストップとなる急行便で、土休日の日中は両社合わせて15分毎（交互に発車）のダイヤとなっていた。
2017年11月6日からは、平日の運行が夜間の万博記念公園駅発1本のみとなったほか、土休日の夜間には記念公園南口に停車しない90番が新設された。さらに、2018年8月4日からは平日の運行が全廃となった。
2022年11月5日の改正では、JR茨木駅発20時以降ならびに万博記念公園駅発21時以降の便を減便した。これに伴い、90番が廃止された。
2023年3月26日をもって阪急バス運行の急行便が休止となり、翌日4月1日以降は近鉄バスのみが運行を継続するため土休日30分毎に削減。さらに同年10月21日からは近鉄バスの本数も1日7往復にまで削減された。
運転士不足により現行の運行便数を維持することが困難であるとして、2024年7月28日の運行をもって、運行休止とした。
JR茨木駅では4番のりば発。こののりばは現在、万博記念競技場でJリーグが開催される際などに運行される臨時バス専用となっている。
- 100番：JR茨木駅 → 茨木みどりヶ丘病院前 → 紫明園東 → 春光園 → 日本庭園前 → 記念公園南口 → 万博記念公園駅（エキスポシティ前）→ 日本庭園前 → 春光園 → 茨木みどりヶ丘病院前 → JR茨木駅
- 90番：JR茨木駅 → 茨木みどりヶ丘病院前 → 紫明園東 → 春光園 → 日本庭園前 → 万博記念公園駅（エキスポシティ前）→ （100番としてJR茨木駅へ）

### 野々宮系統
2012年に地元の要望を受け開設されたが、土曜1便のみとなったのち2017年4月1日廃止。
- 33番：阪急南茨木駅前 - 真砂二丁目 - 北摂つばさ高校前 - 玉島小学校前 - 野々宮

### 柱本系統
阪急バスと共同運行していた（同社は141系統として運行）。近鉄バスは2007年に大幅な減便をし免許維持状態となった。2017年に1往復だけ残っていた43番の休止により阪急バスのみの運行となっている。
- 40番：阪急茨木東口 → 二階堂 → 西面大橋 → 三島江 → 柱本 → 上鳥飼 → 鳥飼五久 → 鳥飼下三丁目 → 鳥飼西三丁目 → 鐘化前 → 鳥飼八防 → 下鳥飼 → 鳥飼五久 → 上鳥飼 → 柱本 → 三島江 → 西面大橋 → 二階堂 → 阪急茨木東口
- 41番：阪急茨木東口 - 二階堂 - 西面大橋 - 三島江 - 柱本 - 上鳥飼
- 43番：阪急茨木東口 - 二階堂 - 西面大橋 - 三島江 - 柱本 - 上鳥飼 - 鳥飼五久 - 下鳥飼 - 鳥飼八防 - 鐘化前
  - 2017年4月1日廃止。
- 44番：阪急茨木東口 - 二階堂 - 西面大橋
  - 2007年1月1日休止。

### 鮎川系統
高槻市に乗り入れる路線の1つであった。
鮎川停留所は京阪バス枚方茨木線が同名の交差点の東西に配置されているのに対しこちらは北側に配置されていた。
- 80番：阪急茨木市駅 → 鮎川 → 富田西之町 → 総持寺団地前 → 阪急茨木市駅
  - 2008年12月20日休止。
- 81番：阪急茨木市駅 - 総持寺団地前 - 富田西之町 - 鮎川 - 目垣東

## 高速バスの休廃止路線
- 東京特急線（激安便）「フライングスニーカー京都・茨木号」（大日駅・阪急茨木市駅・JR茨木駅・京都駅八条口 - 東京駅八重洲通・東雲。東北急行バスと共同運行）
  - 東北急行バスの単独運行となったのち、2011年3月21日から運休・12月31日に廃止。

## 車両
分社化以降、近鉄バスは日野自動車製に加えていすゞ自動車製のバスも導入するようになり、当営業所では2000年にいすゞ・エルガミオが投入された。
また、分社化する前年の1998年には近鉄バスではたった1台だった三菱ふそう・エアロスターのCNG仕様（2008年廃車）も導入していた。中大型ワンステップバスやCNGノンステップバス、小型バスの導入もこの営業所が最初であった。
現在所属している車両はほぼ全て日野自動車製で、全車ノンステップまたはワンステップ車となっている。
また、2015年のエキスポシティ系統運行開始時には枚岡営業所のいすゞ・エルガが数台貸し出され、当営業所管内で運用に入ったこともある。その後大半の車両が枚岡営業所に戻ったが、1台のみ当営業所管内で2018年まで運用された後、廃車となった。
2019年からは、いすゞ製の大型車が新車で複数台投入されている。